# 1764 Cogshall
1764 Cogshall este un asteroid din centura principală, descoperit pe 7 noiembrie 1953, de Goethe Link Obs..